# 香港远志
香港远志（学名：Polygala hongkongensis）为远志科远志属下的一个变种。

## 外部連結
- 優┷噸酮 Euxanthone （页面存档备份，存于） 中草藥化學圖像數據庫 (香港浸會大學中醫藥學院) （中文）（英文）

## 扩展阅读
維基物種上的相關：香港远志